# Lucas Bonetto
Pas d'image ? Cliquez ici
Lucas Bonetto, né le 27 septembre 1991 à Ushuaïa, est un pilote argentin de rallye-raid, en catégorie quad.

## Palmarès

### Résultats au Rallye Dakar
- 2012 : 7e - (Honda)
- 2013 : 4e - (Honda)
- 2014 : Abd
- 2015 : En cours - 1 victoire d'étape - (Honda)

### Résultats en rallye
- Vainqueur de quatre éditions du Desafío Ruta 40: 2011, 2012, 2013 et 2015.